# 루스 밀러

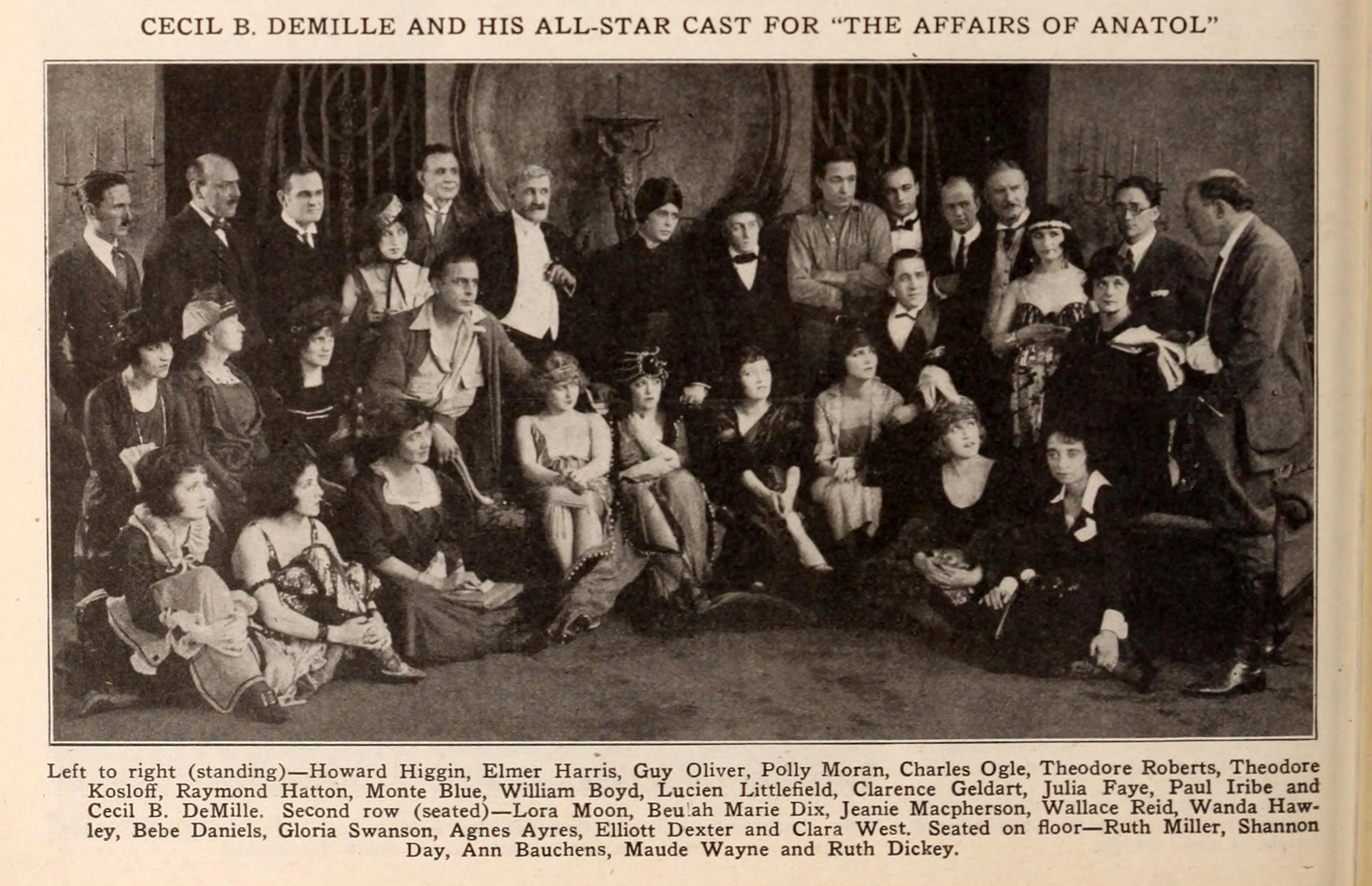

루스 밀러(Ruth Miller, 1903년 3월 19일 ~ 1981년 6월 13일)는 미국의 배우, 영화배우이다.
시카고에서 태어났으며 샌타모니카에서 사망하였다.

## 영화
- 알라미스트 (1997년)
- 시너 (1996년)
- 컴 백 (1982년)